# 広島県道85号下瀬野海田線
広島県道85号下瀬野海田線（ひろしまけんどう85ごうしもせのかいたせん）は、広島県広島市安芸区と安芸郡海田町に至る県道（主要地方道）である。

## 概要
広島市安芸区瀬野町と安芸郡海田町国信一丁目を結ぶ。
以前、海田町付近以外は1 - 1.5車線の狭い道であったが、改良工事が行なわれ、起点の瀬野側はすべて2車線となった。
畑賀側は水越峠から瀬野川カンツリー倶楽部付近までは完全2車線となっているが、そこから終点までは部分的に2車線となっているほかは1 - 1.5車線である。

### 路線データ
- 起点：広島市安芸区瀬野町（広島県道33号瀬野川福富本郷線交点）
- 終点：安芸郡海田町国信1丁目（国信橋南詰交差点、国道2号交点）
- 総延長：7.933 km[1]
- 認定：1972年（昭和47年）11月24日[1]

## 歴史
- 1993年（平成5年）5月11日 - 建設省から、県道下瀬野海田線が下瀬野海田線として主要地方道に指定される[2]。

## 路線状況

### 重複区間
- 広島県道84号東海田広島線（広島市安芸区畑賀2丁目 - 終点）

## 地理

### 通過する自治体
- 広島県
  - 広島市（安芸区）
  - 安芸郡海田町

### 交差する道路
| 交差する道路                                  | 市町村名 | 市町村名 | 交差する場所 | 交差する場所            |
| --------------------------------------------- | -------- | -------- | ------------ | ----------------------- |
| 広島県道33号瀬野川福富本郷線                  | 広島市   | 安芸区   | 瀬野町       | 起点                    |
| 広島県道84号東海田広島線 重複区間起点         | 広島市   | 安芸区   | 畑賀2丁目    |                         |
| 広島県道274号瀬野船越線                       | 安芸郡   | 海田町   | 砂走         |                         |
| 国道2号 広島県道84号東海田広島線 重複区間終点 | 安芸郡   | 海田町   | 国信1丁目    | 国信橋南詰交差点 / 終点 |

### 峠
- 水越峠（広島市安芸区瀬野町 - 広島市安芸区畑賀町）

### 沿線にある施設など

#### 主要施設
- スカイレールタウン みどり坂
- 瀬野川カンツリー倶楽部
- 安芸市民病院

#### 自然
- 立石川
- 畑賀川
- 瀬野川